# Pride & Fall
Pride And Fall es una banda de género futurepop, originaria de Stavanger, Noruega, formada en el 2000 por Sigve Monsen y Svein Joar A. Johnsen.

## Historia
La banda entró en vigor cuando Sigve y Svein querían contar con un planteamiento más electrónico y orientado hacia el sonido de club que lo que estaban haciendo en su proyecto goth / Darkwave en "An Evening With Kisses". Como resultado de ello, Waagen, un viejo amigo se unió como tecladista y programador. Lanzaron un demo poco después, y en 2003, lanzaron su álbum debut, Nephesh, y el primer sencillo Paragon en Dependent Records en Europa, Metropolis Records en los Estados Unidos, y Memento Materia en Escandinavia. Pride And Fall realizó fuera de sus primeros conciertos en Noruega en 2004, incluidos Cyberia / X-Club en Holanda, la invitación del Festival en Bélgica y en el Festival de la Dark City en Escocia. A finales de 2005, la banda lanzó su segundo sencillo Border, sólo descargable, y en 2006, su segundo álbum Elements of Silence. Junto con Revolution By Night la banda recorrió el Reino Unido en mayo de 2006, con apoyo en el tour "SkyShaper”. La banda lanzó su 3.er álbum, “In My Time Of Dying", el 17 de agosto de 2007, y su último álbum en Dependent Records.

## Discografía

### Álbumes
- Nephesh (2003, Dependent / Metrópolis)

- Elements Of Silence (2006, Dependent / Metrópolis / Memento Materia)

- In My Time Of Dying (2007, Dependent)

- Of Lust And Desire (2013, Dependent)

- Red For The Dead - Black For The Mourning (2016, Dependent)

### Sencillos
- Paragon (2003, Dependent / Metrópolis)

- Border (2005, Dependent, sólo descargable)